# 三菱Pajero iO
- 關於一般乘用車輛，請見「三菱Pajero」。
- 關於輕型車，請見「三菱Pajero Mini」。
- 關於前身車型，請見「三菱Pajero Junior」。
- 關於以Pajero為基礎而製造之軍用車，請見「三菱73式吉普車」。

三菱Pajero iO（日语：三菱・パジェロイオ）乃日本三菱汽車自1998年至2014年間開發製造的小型運動型多用途車。

## 概要
1990年代日本車壇掀起一股RV風潮，搭上這股風潮的三菱Pajero銷量大幅度增長。提到四輪驅動車的代名詞，除了同公司的三菱Jeep以外，Pajero也受到廣泛的認可。原廠多次將該車款投入巴黎達卡拉力賽（後稱達喀爾拉力賽）參賽，並多次奪下冠軍寶座，在歐盟、非洲、中東等地具有相當高的知名度。甚至在三菱Proudia、三菱Dignity等旗艦車款中斷銷售期間，Pajero也被原廠定位成標誌性車款。
眼見鈴木Jimny多年來盤踞輕型SUV的霸主寶座多年，原廠自然也想分一杯羹，先在1994年推出「三菱Pajero Mini」，進而於1995年衍生出「三菱Pajero Junior」；兩者之間的差異在於引擎大小及爆龜寬體的外形。至於本車款則是Pajero Junior的後繼車款，底盤、車身皆經過重新設計。初次登場亮相時僅有3門短軸設計，但2個月後追加5門長軸車型。原本有FR之配置，但2002年實行小改款時只保留4WD、5門長軸的配置。
該車款在歐洲由義大利著名汽車公司賓尼法利納負責生產，於是歐規版稱作「三菱Pajero Pinin」（臺灣亦同）、美規版稱作「三菱Montero iO」、西班牙語圈叫做「三菱Shogun Pinin」、巴西稱為「三菱Pajero TR4」，三菱甚至授權給中國湖南長豐汽車（廣汽長豐汽車前身）製造「長豐獵豹飛騰CFA6400」。

## 歷史
1998年 - 6月15日正式問世，僅有3門短軸版之設定，以1.8L直列四缸DOHC GDI 4G93型引擎搭配四速自排變速箱（沒有Sports Mode），按配備多寡分成「ZX」、「ZR」等二種車型。此外，該車款配置新開發的超選四輪驅動-i系統（Super Select 4WD-i，縮寫成「SS4-i」），由於沒有中央差速器連接到後輪，完全處於前置後驅的狀態，故依機械結構分類屬於分時四驅。這套系統提供2H、4H、4HLc及4LLc等四種驅動模式：2H是標準的後輪驅動模式，引擎輸出的動力傳達至後輪軸。車子的右前傳動差速器設置以真空泵控制的離合器，2H模式時將同步差速器自旋轉中的前中央傳動軸上分離而切斷前輪的動力。車輛行進間且車速未達100km/h可隨時從2H切入4H模式，適合在濕滑路面上高速行車時使用。當前後輪速差距過大時，可透過黏性耦合限滑差速器（（英文）Viscous coupling unit）的摩擦作用逐漸將扭力傳向前輪軸，最大可達50%的比例。當車輛在4H模式且車速未達100km/h時，亦可將傳動系統切入4HLc模式，此時系統將鎖定輪轂直接與後輪傳動軸鎖定，透過一無聲鍊條將動力傳遞到前輪傳動軸，保持前後軸固定的扭力輸出比。至於4LLc模式與4HLc模式的差別，後者使用標準的終傳齒輪，但前者則改用一個只有1.548比值的終傳齒輪來傳遞動力，可提供更充裕的扭力輸出，但只適用於極低速行駛。
同年8月24日追加5門長軸版，配置1.8L直列四缸DOHC GDI 4G93型引擎、四速自排變速箱、超選四輪驅動-i系統等，按配備多寡分成「ZX」、「ZR」、「Sorrento」等三種車型；10月15日「ZX」、「ZR」等二種車型再追加五速手排變速箱。
1999年 - 1月20日推出「Pearl Package」特仕車，具有專屬珍珠白車色、運動化內裝及MMCS三菱多元通訊系統（（日語）三菱マルチコミュニケーションシステム）等配備。同年8月3日部分改良，廢除「ZS」車型、改推「ZR-S」車型。
2000年 - 6月12日實行小改款，以2.0L直列四缸DOHC GDI 4G94型引擎取代1.8L直列四缸DOHC GDI 4G93型引擎，更換成RISE高剛性安全車體，外觀方面更新了引擎蓋、進氣壩、前後保險桿等，內裝方面則採用絲絨質料之座椅，與此同時推出「Pearl Package」特仕車改良版。同年7月3日追加「TR」車型，搭載世界首度量產的汽油缸內直噴渦輪增壓引擎——1.8L直列四缸DOHC GDI 4G93型渦輪增壓引擎，同時具備專屬進氣壩與鋁圈、車側飾板、尾翼、霧燈、車尾備胎罩等。
2002年 - 6月起三菱汽車授權給巴西HPE Automotores製造「三菱Pajero TR4」。同年9月24日實施部分改良，只保留五門長軸4WD車型，恢復使用1.8L直列四缸DOHC ECI-MULTI 4G93型引擎，且1.8L NA車型的超選四輪驅動-i系統改成一般的中央差速器+黏性耦合限滑差速器。同年年初臺灣順益汽車引進歐規版三菱Pajero Pinin，搭載1.8L直列四缸DOHC ECI-MULTI 4G93型引擎，三門短軸、五門長軸車型皆有，使用中央差速器+黏性耦合限滑差速器，惟進口數量稀少。
2003年 - 中國湖南長豐汽車（廣汽長豐汽車前身）國產化製造的「長豐獵豹飛騰CFA6400」正式於10月28日發表，動力心臟為2.0L直列四缸DOHC GDI 4G94型引擎，搭配四速自排或五速手排變速箱，具備超選四輪驅動-i系統，依配備多寡分成四種車型。
2004年 - 1月23日發售「Active Field Edition」特仕車，乃以「ZR」（四速AT車）與「Pearl Package 1.8」車型為基礎，外加UV抗熱玻璃、鍍金格柵式水箱罩、備胎罩、附方向燈的後視鏡罩等配備；2.0L車型配置先鋒製影音導航螢幕系統。
2006年 - 1月11日實行部分改良，2.0L車型可選擇五速手排變速箱，全車系將UV抗熱玻璃及撥水加工座椅列入標配，車頭燈追加手動調整投射高度之功能，前方向燈罩自白色改成黃色。
2007年 - 6月29日日本市場正式停產，總生產數量為171,969輛。同年7月巴西市場正式開賣靈活燃料汽車版的「三菱Pajero TR4 Flex」，所搭載的2.0L直列四缸DOHC GDI 4G94型引擎可同時使用汽油或乙醇作為燃料。前者的馬力為131hp、扭力18kg·m，後者之馬力不變，但扭力微幅上升至19kg·m。
2009年 - 9月23日巴西實施小改款，車身外觀出現許多變動：由時任設計總監的法國籍汽車設計師奧利佛·寶雷主導設計、俗稱「寶雷臉」的進氣壩，重新設計的前後保桿、前葉子板進氣口、尾燈組等，標準配備具有動力轉向系統、電動窗、免鑰匙感應門鎖系統（keyless entry system）、附iPod和USB輸入孔的MP3音響等，另可加價選購真皮座椅、車頂行李架和尾翼擾流板。所搭載的2.0L直列四缸DOHC GDI 4G94型引擎重新調校之後，使用汽油的最大馬力從131hp提升至135hp、最大扭力增加到20kg·m；使用乙醇的最大馬力變成140hp、最大扭力22kg·m。
2014年 - 巴西正式停產三菱Pajero TR4，同年中國也停產長豐獵豹飛騰CFA6400。

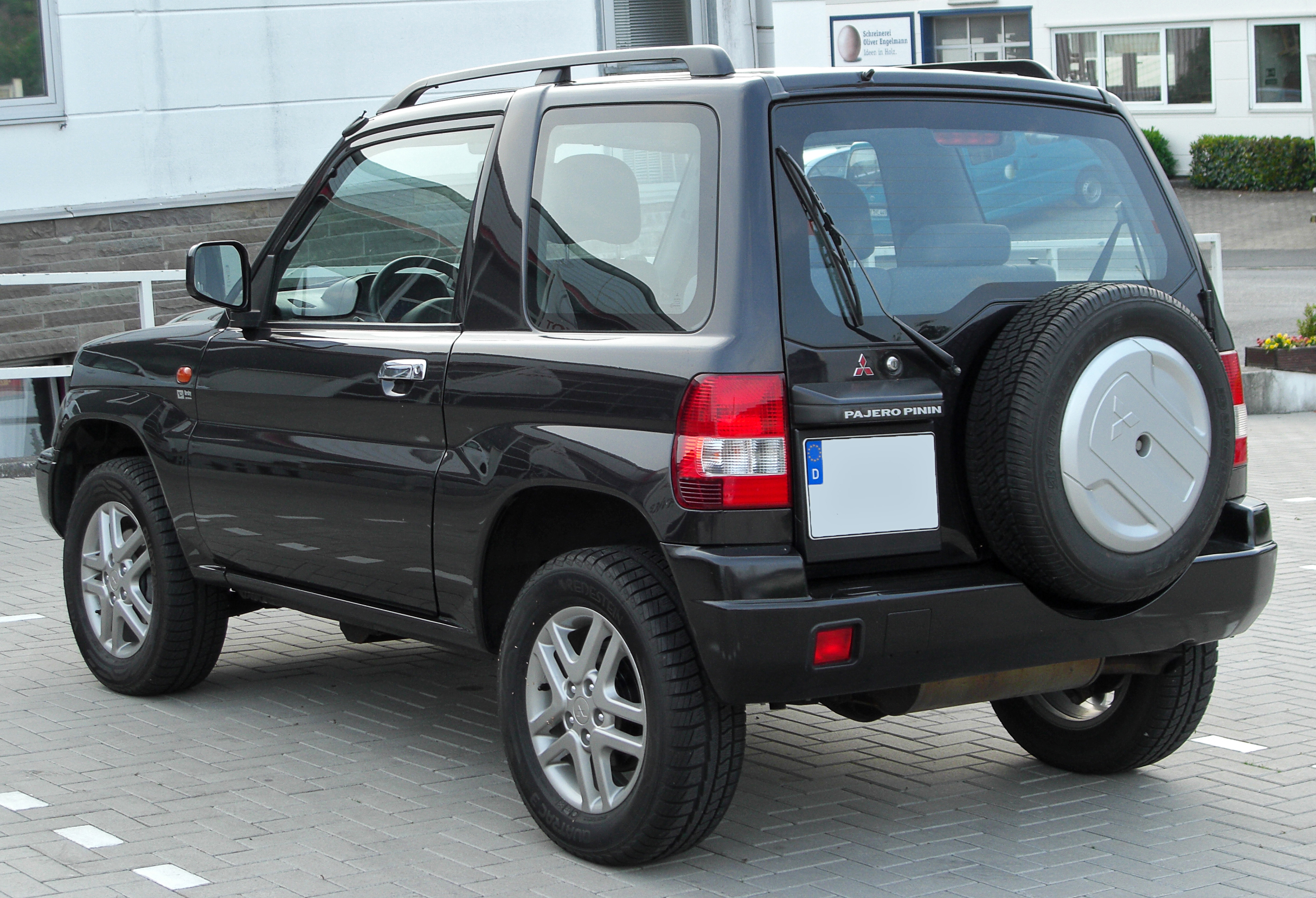
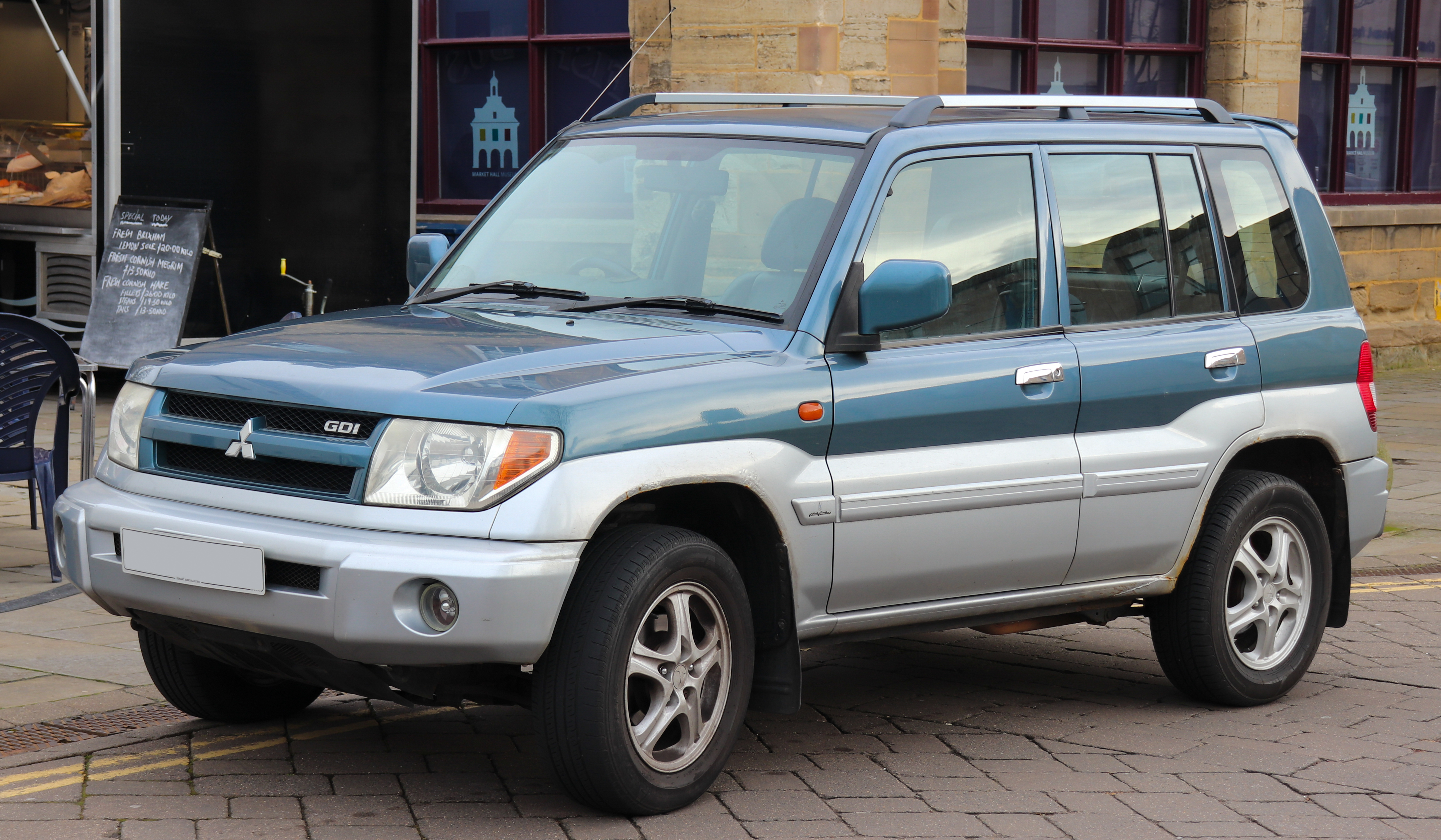
歐規版車頭
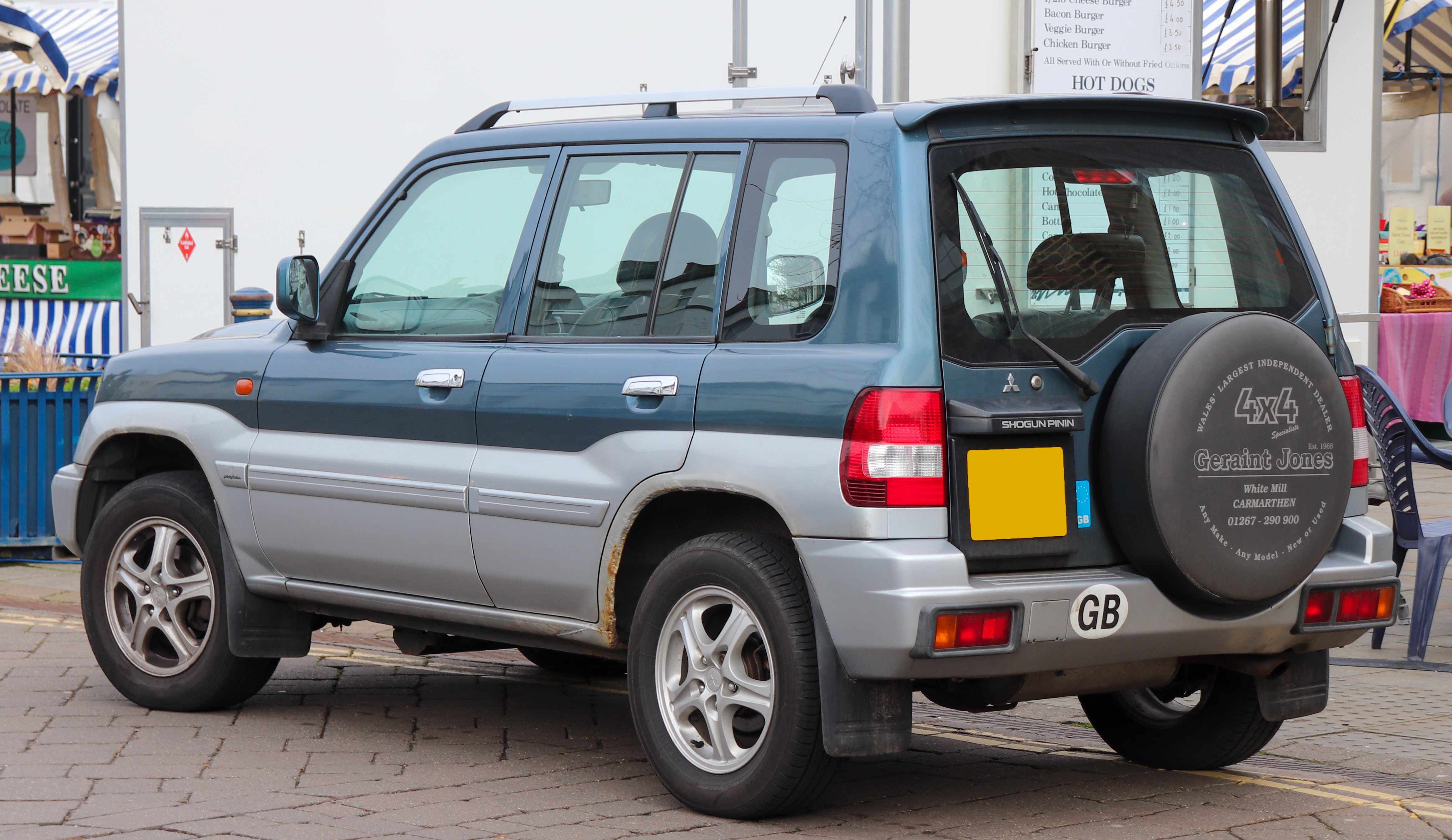
歐規版車尾
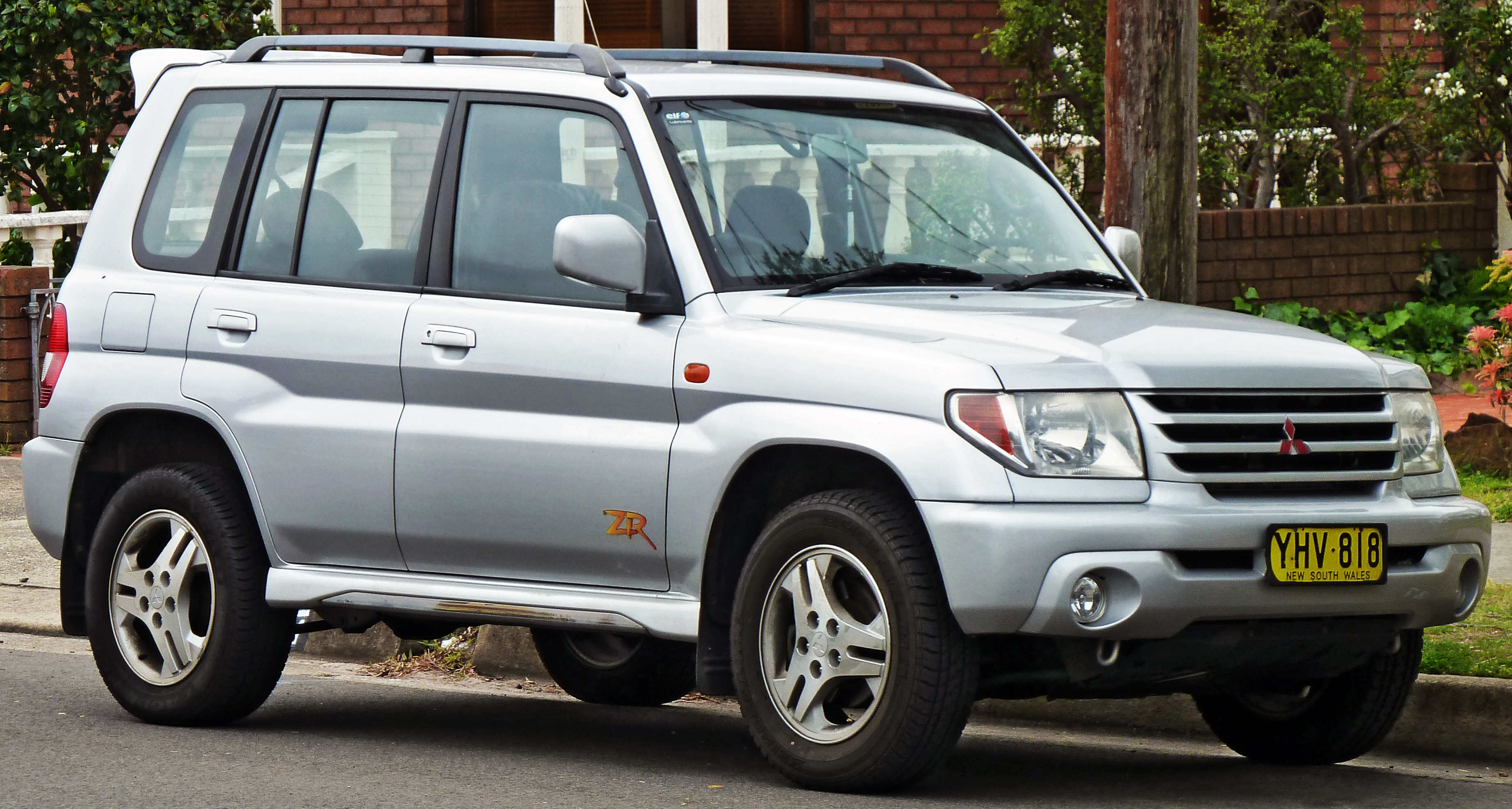
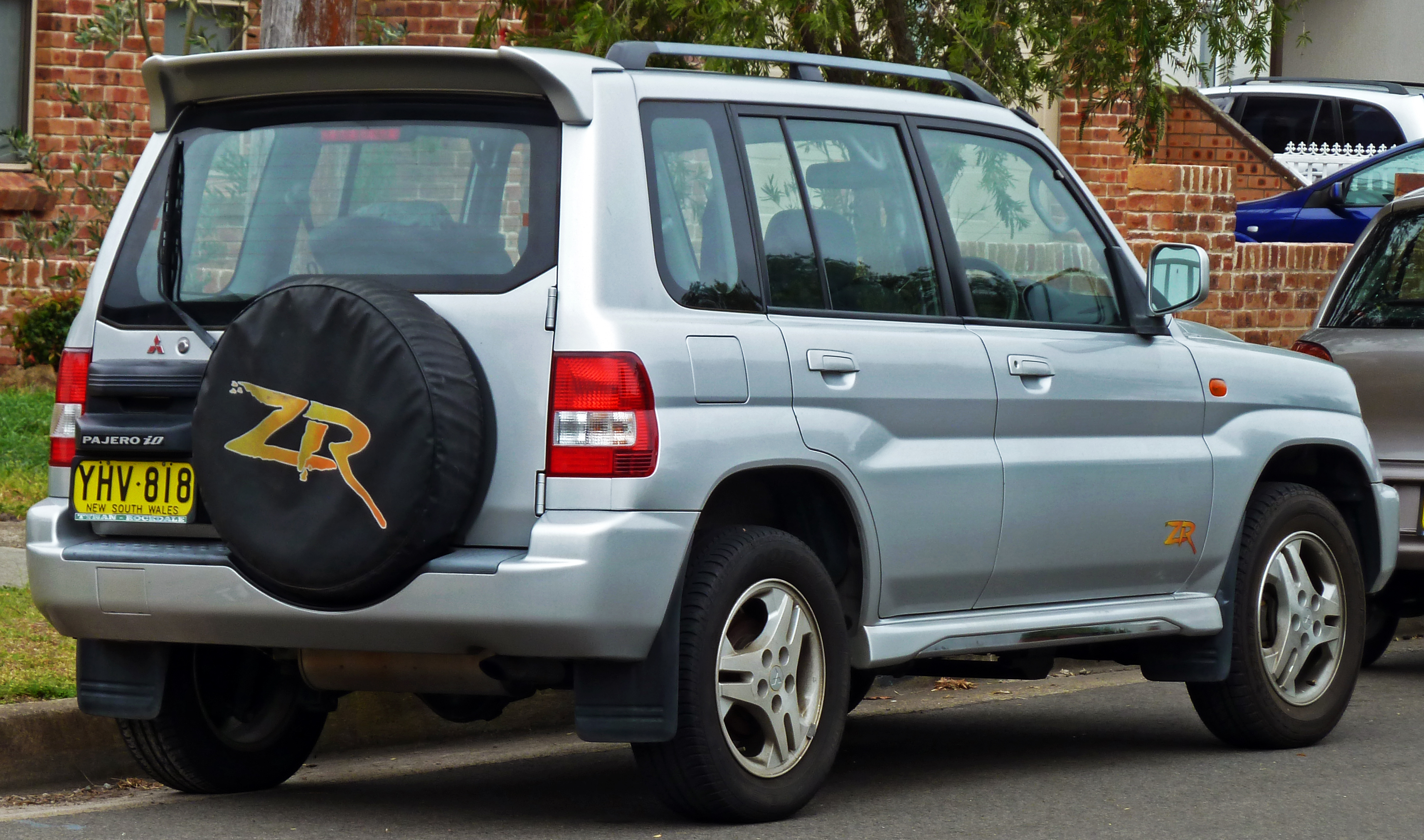
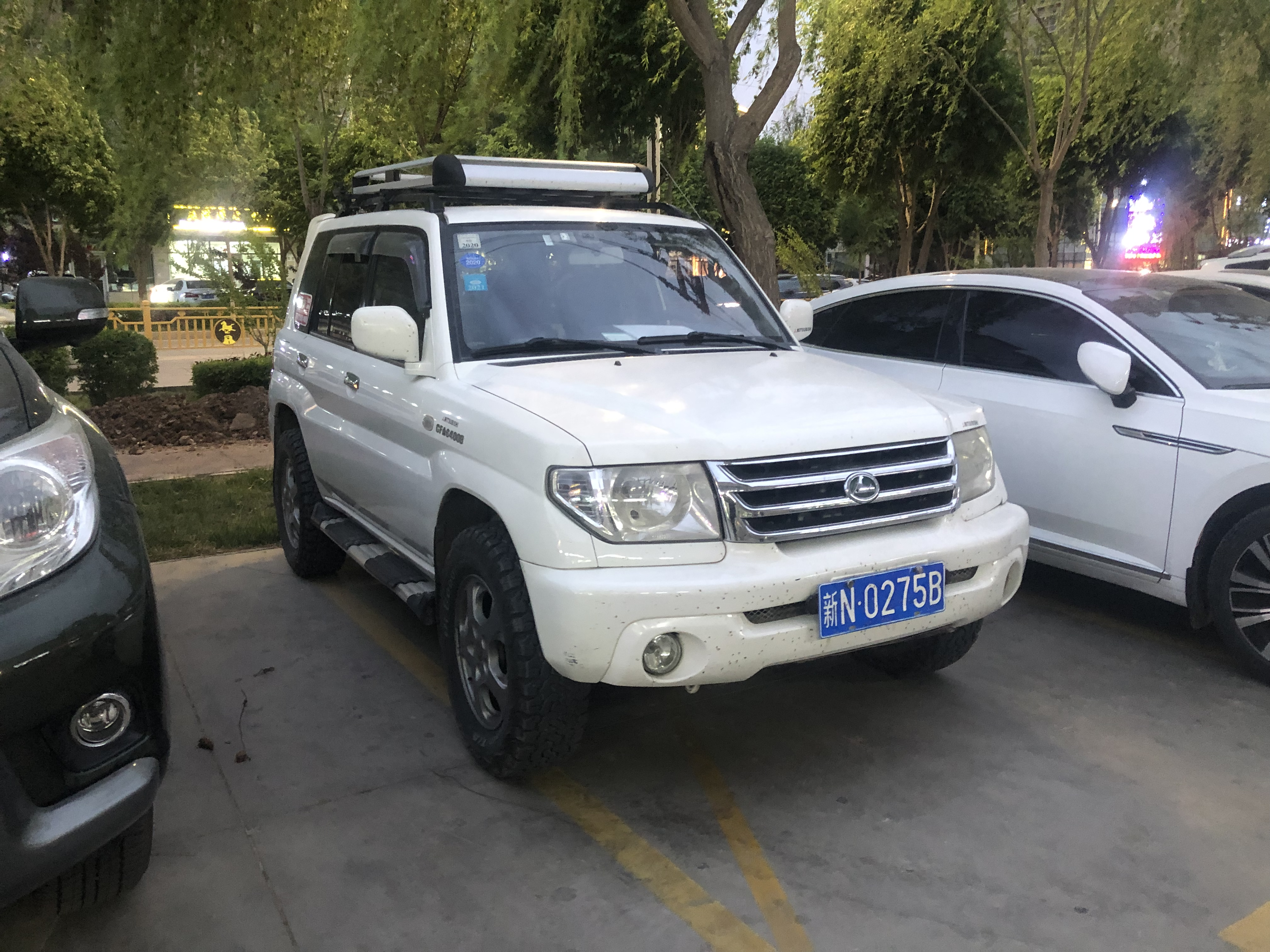
長豐獵豹飛騰CFA6400車頭

## 外部連結
- 汽車線上：巴黎車展新車—MITSUBISHI Pajero Pinin （页面存档备份，存于）
- （日語）三菱 パジェロイオ 試乗記・新型情報 （页面存档备份，存于）